# Augusto Larraín
Augusto Larraín Morandé (Santiago, c. 1905-Santiago, 29 de noviembre de 1937) fue un deportista y dirigente deportivo chileno.

## Biografía
Nacido en Santiago, cursó sus estudios en el Colegio San Ignacio. Luego de terminada la etapa escolar ingresó en 1920 como futbolista a Green Cross, donde se desempeñó como mediocampista y capitán del equipo. Sus buenas presentaciones en el cuadro de la cruz verde lo llevaron a representar a las selecciones de la Liga Metropolitana y de la Asociación Santiago, y casi a formar parte de la selección chilena que fue a los Juegos Olímpicos de Ámsterdam 1928. Debido a complicaciones de salud tuvo que dejar el fútbol.
También practicó polo, y fue presidente de Green Cross. Un socio lo inició en el automovilismo, donde destacó en muchas carreras. En 1936, junto a su Hudson Terraplane de color blanco, adornado con una cruz verde en referencia a su club en la cola, obtuvo el récord del Circuito Apoquindo.
El 28 de noviembre de 1937, en medio de otra edición del Circuito Apoquindo, sufrió un accidente que lo llevó a la muerte el día siguiente, mientras era atendido en la Posta Central.